# Ego Kill Talent
Ego Kill Talent es una banda originaria de São Paulo, Brasil. La banda fue fundada en 2014 por Jean Dolabella y Theo Van der Loo. El nombre de la banda es una versión acortada del refrán "Demasiado ego matará tu talento". La banda es conocida por cambiar instrumentos musicales durante una presentación.

## Biografía

### Primeros Años (2014 – 2017)
Ego Kill Talent se fundó en diciembre de 2014 por miembros de varias bandas brasileñas, como Udora, Sepultura, Reação em Cadeia y Sayowa. En noviembre de 2015, el primer EP salió, el cual tuvo el nombre "Sublimated". Fue producido en los estudios Familiar Mob, el cual fue fundado por Jean Dolabella y Estevam Romera. A mediados de 2016 el segundo EP fue liberado, con el nombre "Still Here". Ellos también acturon en diferente festivales ese mismo año, incluyendo elLollapalooza en Brasil. Estevam Romera dejó la banda el mismo año. Este fue reemplazado por Niper Boaventura.

### Ego Kill Talent(2017 – presente)

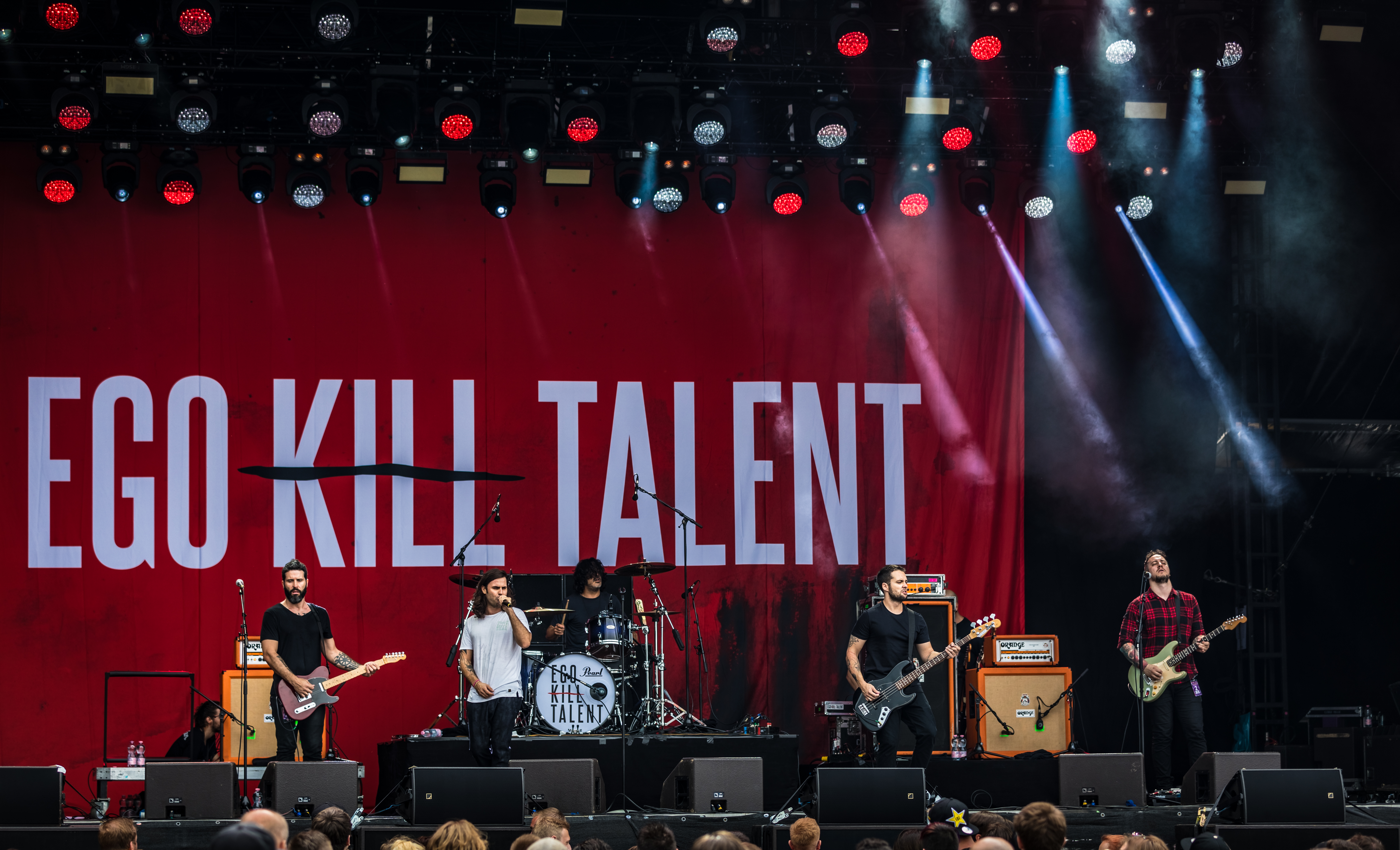
Ego Kill Talent en vivo en 2018

El primer álbum fue publicado en 2017. El álbum, el cual lleva el mismo nombre que la banda, significó el descubrimiento de la banda. Fueron nombrados por Google como uno de los veinte actos más innovadores de 2017. También grabaron una canción con la banda Far From Alaska, llamada "Collision Course". La banda fue en el verano a Europa para organizar un mini-tour. Primero se presentaron en el Download Fest en París. Unos días más tarde dieron su primera presentación individual europea en Melkweg en Ámsterdam. Una semana más tarde  fueron los teloneros para System of a Down en un show en Nîmes en Francia. Después de la visita europea culmnara, volvieron a Brasil para actuar en el Rock in Rio. También el EP "My Own Deceiver" y la versión acústica de la canción "We All" salió como sencillo. También se anunció que en 2018 sería telonero en la visita brasileña de Foo Fighters y Queens of the Stone Age. En 2018 la banda liberó un nuevo Ep de su visita europea, llamado "Live in Europe 2017". Todas las canciones en el Ep también fueron liberadas como singles. En 2018 hicieron un Tour en Europa durante el verano. La banda tocó en festivales y actuó como acto de soporte para la banda Shinedown.. Ego Kill Talent abrió para banda de metal sinfónico Within Temptation durante la primera pierna de su "Resist Tour".
La banda actualmente está poniendo tactos de acabado en su segundo álbum en los estudios Famed 606, propiedad de Foo Fighters. El álbum contará con 12 pistas con invitados especiales; John Dolmayan (System of a Down), Roy Mayorga (Stone Sour) y el skateboarder Bob Burnquist (13 veces campeón de X Games).

## Discografía

### Álbumes
- Ego Kill Talent (2017)[11]
- The Dance Between Extremes (2021)

### EPs
- Sublimted (2015)[12]
- Still Here (2016)[13]
- My Own Deceiver (2017)[14]
- Live In Europe 2017 (2018)[15]

### Singles
- Collision Curse (2017) con Far From Alaska
- We All (Acoustic Version) (2017)
- Sublimated - Live At Arènes De Nîmes (2017)
- Still Here - Live At Arènes De Nîmes (2017)
- Last Ride - Live At Arènes De Nîmes (2017)
- We All / The Searcher - Vivo En Melkweg (2018)
- Just To Call Your Mine - Live in Melkweg (2018)
- My Own Deceiver - Live At Arènes De Nîmes (2018)
- Diamonds and Landmines (2018)
- NOW! (2020)
- Lifeporn (2020)
- The Call (2020) - No. 35 Mainstream Rock Songs[16]

## Miembros
- Jonathan Dörr - Vocalista (2014 –presente)
- Theo Van der Loo – Guitarra, Bajo (2014 –presente)
- Niper Boaventura – Guitarra, Bajo (2016 –presente)
- Raphael Miranda – Batería, Bajo (2014 –presente)
- Jean Dolabella – Batería, Guitarra (2014 –presente)

Anterior
- Estevam Romera – Guitarra, Bajo (2014 – 2016)